# Saulo Cavalari
Saulo Cavalari (ur. 23 maja 1989 w Kurytybie) – brazylijski kick-bokser, mistrz świata Glory w wadze półciężkiej w latach 2015-2016.

## Kariera sportowa

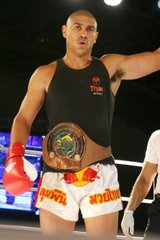

Przez większą część kariery rywalizował w rodzinnej Brazylii, wygrywając kilka krajowych tytułów. W czerwcu 2012 wyjechał do Rosji na turniej Tatneft Cup gdzie odpadł w ćwierćfinale przegrywając z Polakiem Tomaszem Sararą jednogłośnie na punkty. Mimo porażki w Rosji, otrzymał angaż w K-1, debiutując jeszcze w tym samym roku, 14 października w starciu z Ukraińcem Pawłem Żurawlowem z którym ostatecznie przegrał na punkty.
W 2013 związał się z Glory, pokonując w debiucie 12 października czołowego Belgijskiego zawodnika Filipa Verlindena jednogłośnie na punkty. Pod koniec listopada stoczył jeszcze jeden pojedynek, nokautując Marokańczyka Mourada Bouzidiego prawym sierpowym. Dobre występy w 2013 zaowocowały włączeniem Cavalariego w 2014 do turnieju pretendentów do pasa mistrzowskiego Glory wagi półciężkiej. 12 kwietnia 2014 na Glory 15, odpadł już w pierwszej walce z faworytem turnieju Tyronem Spongiem.
7 listopada 2014 wziął udział w kolejnym turnieju, tym razem wygrywając go, najpierw wypunktowując Danyo Ilungę w półfinale, następnie nokautując wysokim kopnięciem Zacka Mwekassę w finałowym starciu. 3 kwietnia 2015 wygrał w oficjalnym eliminatorze do walki o pas z Rosjaninem Artiomem Wachitowem, po czym 19 września tego samego roku, na wspólnie organizowanej gali przez Bellator MMA i Glory, Dynamite 1, zdobył mistrzostwo, pokonując w rewanżu Mwekassę przez większościową decyzję sędziów. Tytuł stracił w pierwszej obronie, 12 marca 2016 na rzecz Wachitowa, który wypunktował Brazylijczyka na przestrzeni pięciu rund.
24 lutego 2017 zmierzył się po raz trzeci z Wachitowem o mistrzostwo Glory, ostatecznie przegrywając z nim przed czasem w drugiej rundzie. 14 lipca 2017 na Glory 43 przegrał pojedynek o tymczasowe mistrzostwo z Ukraińcem Pawło Żurawlowem jednogłośnie na punkty.
7 stycznia 2022 polska federacja Gromda promująca walki bokserskie na gołe pięści ogłosiła zakontraktowanie Saulo Cavalariego. Podczas gali Gromda 8 został błyskawicznie znokautowany już w 6 sekundzie walki przez Patryka „Glebę” Tołkaczewskiego, który wyprowadził celny prawy sierpowy na szczękę Brazylijczyka. 

## Osiągnięcia[2]
- 2011: VII Desafio Profissional de Muay Thai - 1. miejsce w kat. absolutnej
- 2013: mistrz WGP w kat. -94,1 kg
- 2014: Glory Light Heavyweight Contender Tournament - 1. miejsce w wadze półciężkiej
- 2015-2016: mistrz świata Glory w wadze półciężkiej